# Agadèz
Agadèz é a maior cidade do norte do Níger e capital do departamento de Agadèz. Em 2001, a cidade possuía uma população de 78.289 habitantes. Em 2005, nessa localidade residiam uma população de 88 569 habitantes.
Povoação que se ergue num oásis no centro da região montanhosa de Air, no Níger, 380 km a leste da fronteira com o Mali. A cerca de 520 m acima do nível do mar, Agadès é desde o século XVI um lugar de paragem regular dos viajantes sarianos, incluindo os pastores nómadas tuaregues.
Um pequeno mas crescente número de turistas visita a povoação para observar os seus artesãos de curtumes e lavores de prata, a bela arquitectura sudanesa, as ruas arenosas mas limpas e a magnífica mesquita de lama.
No início do século XVI, Mamadu Touré destronou Bokar - o filho de Sonni Ali-Ber, e criou sua própria dinastia nominada Askia Muhammed. Após Touré assumir seu posto, esse expandiu seu império do atual Senegal a oeste e para o leste; conquistou os domínios do império Haussa e da região de Agadèz, norte do atual Níger, fechando assim seus limites estabelecidos.
Patrimônio Mundial da UNESCO desde 2013